# Centenario de la República de Turquía
El Centenario de la República de Turquía se refiere a los eventos organizados en 2023 para conmemorar el centenario de la proclamación de la República de Turquía.
Las celebraciones oficiales fueron coordinadas por la Dirección de Comunicaciones de Turquía.

## Celebraciones oficiales

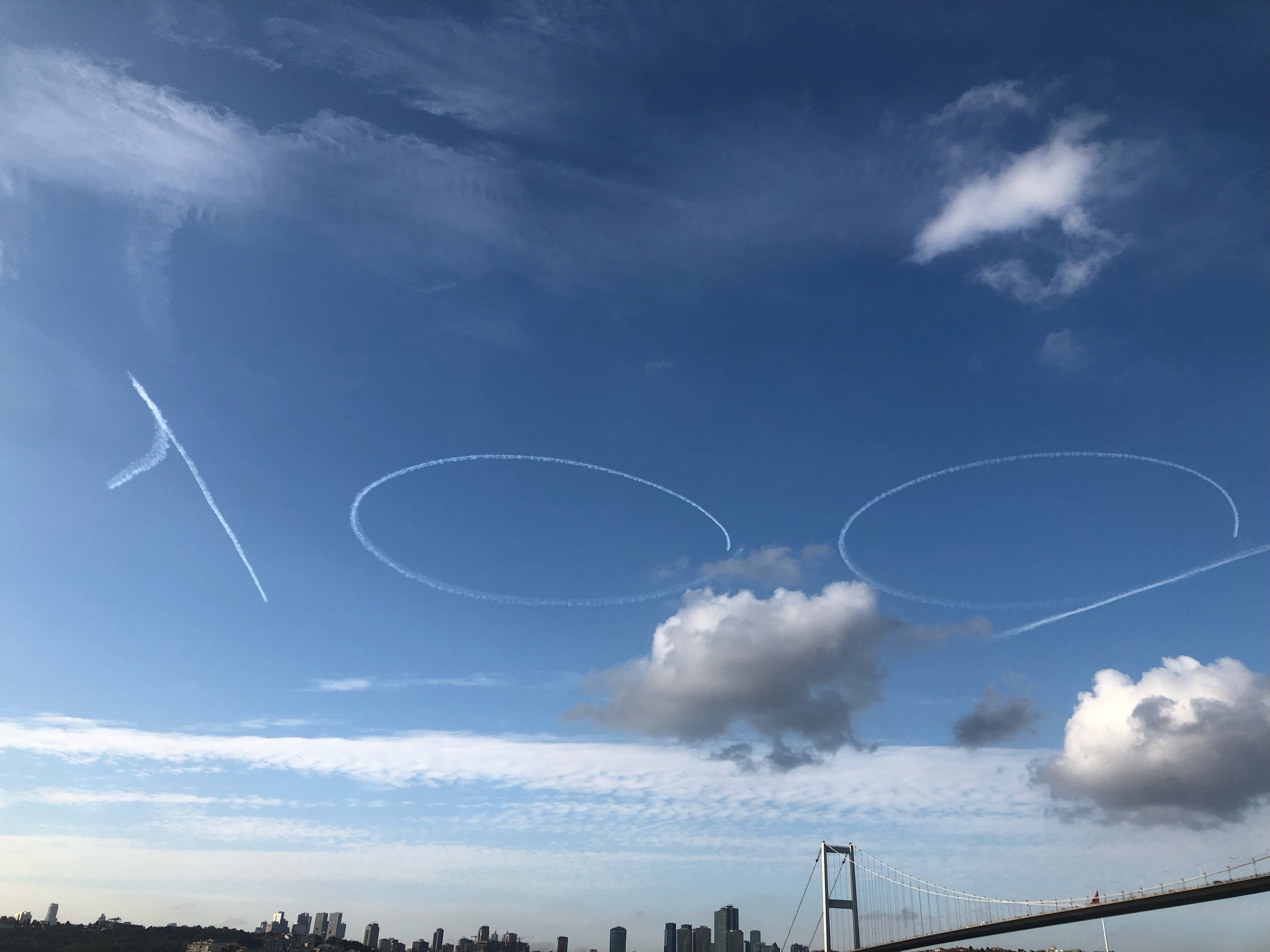
Los pilotos turcos escribiendo en el cielo el número «100» en Estambul

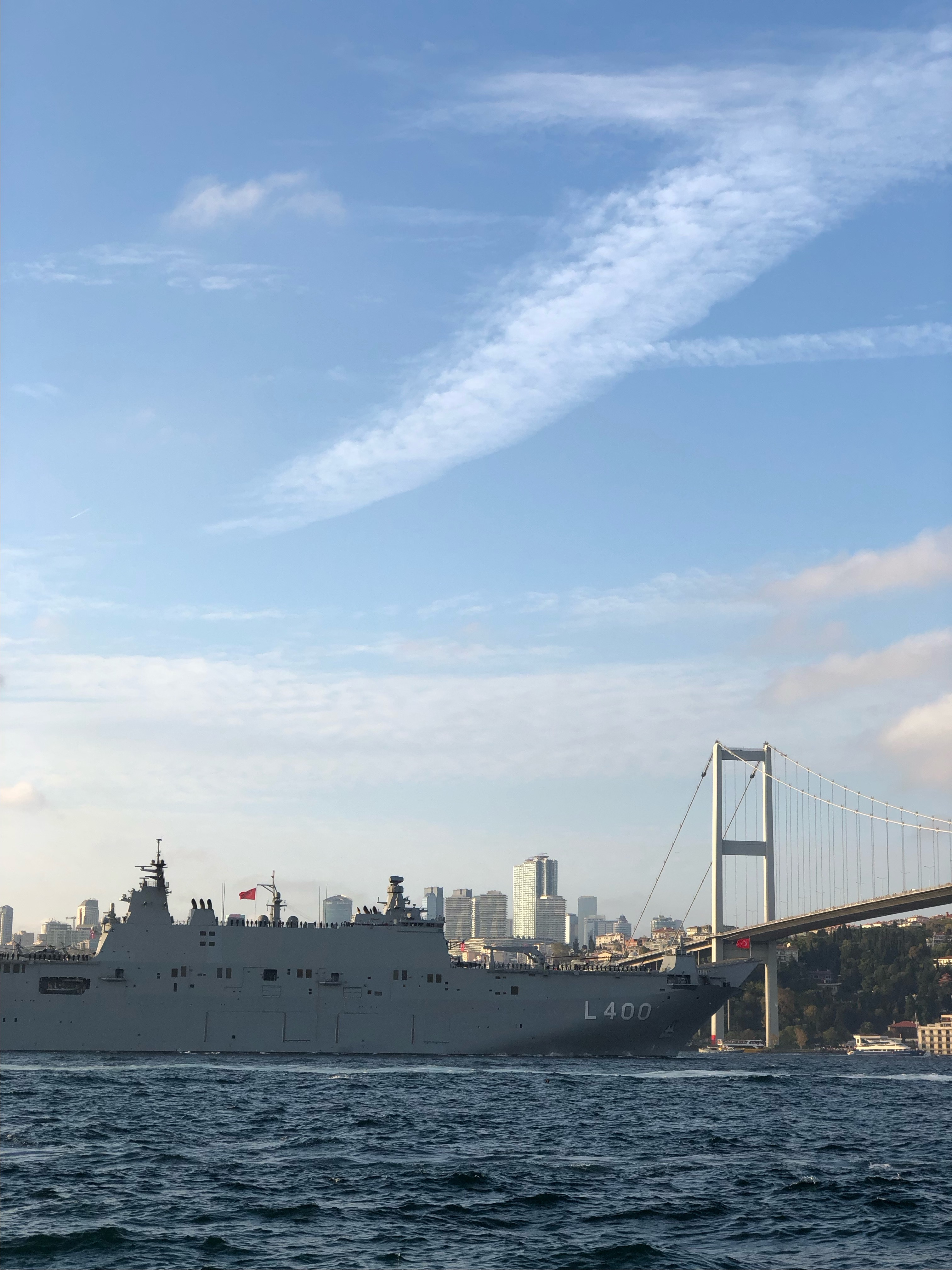
TCG Anadolu pasando por el Bósforo

La coordinación y ejecución de las celebraciones oficiales del centenario en Turquía fueron confiadas a la Dirección de Comunicaciones mediante una decisión publicada en el boletín oficial el 24 de octubre de 2020. Las celebraciones, en las que participaron instituciones y organizaciones públicas, se llevaron a cabo bajo los temas «Siglo de Turquía» y «Siglo de Estabilidad». Fahrettin Altun, el jefe de la Dirección de Comunicaciones, afirmó que se implementaron más de 24,000 proyectos relacionados con el centenario con las contribuciones de 56 instituciones.
Entre las actividades clave realizadas como parte de las celebraciones oficiales se encuentran:
- Establecimiento de una identidad corporativa para las celebraciones del centenario. El logo creado para el centenario de la Lucha Nacional en mayo de 2019, que presenta el número 100, el signo de infinito y la media luna y la estrella, se adaptó para las celebraciones del centenario de la fundación de la República de Turquía.[3][4]
- Organización del Concurso de Composición y Poesía del Himno del Centenario con 400 participantes. El himno, compuesto y escrito por Ilker Kömürcü, fue seleccionado como ganador. Se interpretó por primera vez el 30 de agosto de 2023, durante un concierto especial para el Día de la Victoria, con la Orquesta Sinfónica Presidencial y otras orquestas afiliadas al Ministerio de Defensa Nacional.[5][6]
- Celebración del Día de la República y el centenario de la república el 29 de octubre de 2023, a través de diversos eventos en Turquía y en el extranjero. Durante su visita a Anıtkabir, el presidente Recep Tayyip Erdoğan escribió las siguientes palabras en el libro conmemorativo: «A lo largo de nuestros 21 años en el poder, nos hemos esforzado por proteger vuestra confianza con la máxima dedicación».[7]
- SoloTürk y las Turkish Stars realizaron exhibiciones acrobáticas en Ankara y Estambul durante las celebraciones del 29 de octubre. Los lugares principales para los espectáculos fueron Anıtkabir y el Bósforo. Por primera vez en la historia de la Armada turca, 100 buques militares pertenecientes a las Fuerzas Navales Turcas, incluido el TCG Anadolu, pasaron por el Bósforo.[8] A las 19:23 (UTC+3), Erdoğan emitió el mensaje del centenario, seguido por un espectáculo de fuegos artificiales y drones en el Bósforo.[9]

## Otras Celebraciones y Actividades

### Deportes

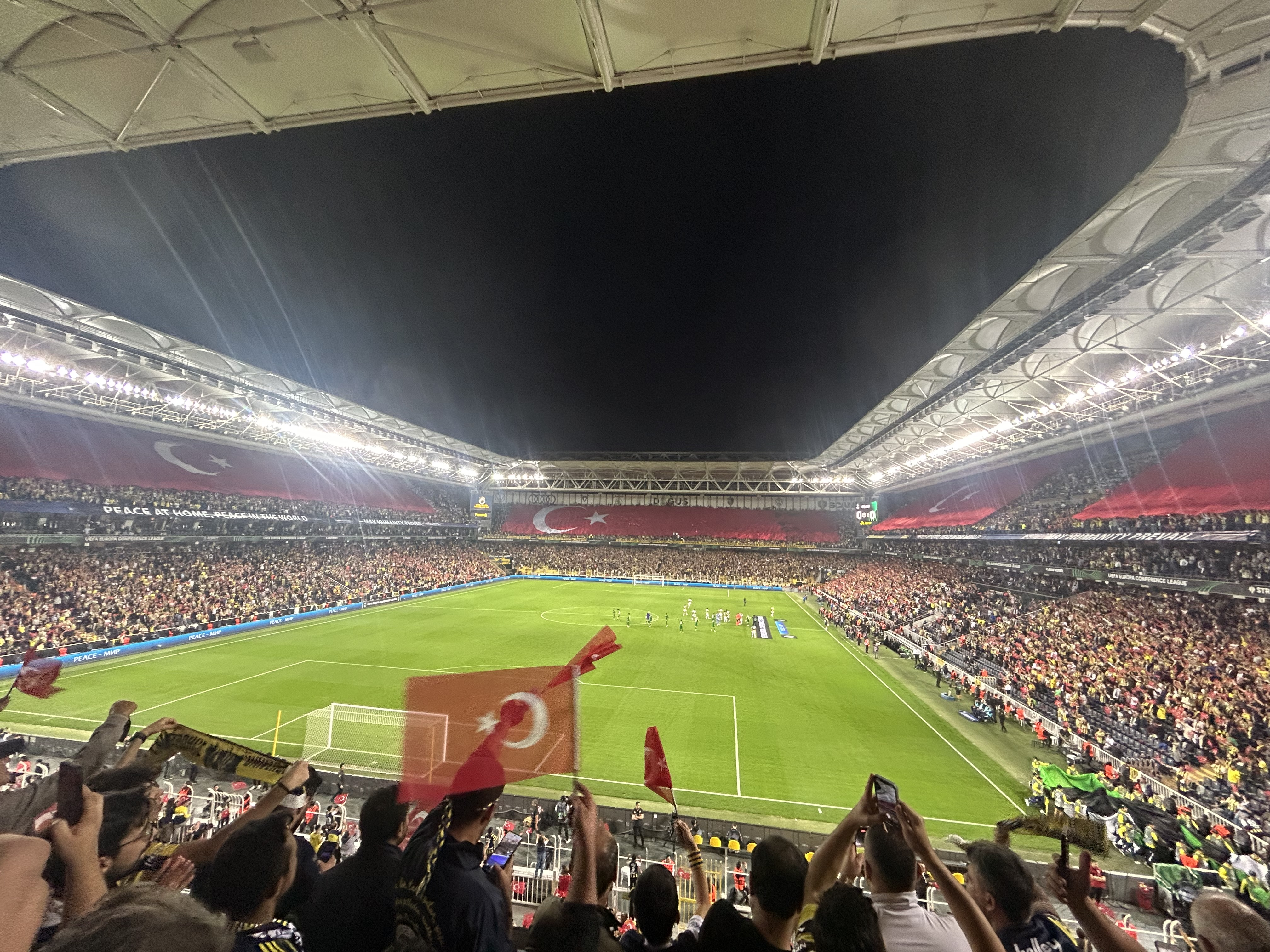
Un vistazo a las celebraciones en el Estadio Şükrü Saracoğlu antes del partido Fenerbahçe vs. Ludogorets en la Liga Europa Conferencia de la UEFA

Como parte de las celebraciones del centenario de la república, los equipos de la Superliga de Turquía y la Primera División contribuyeron a la ocasión con diseños de logotipos especiales. Los clubes presentaron camisetas creadas específicamente para el centenario, las cuales estuvieron disponibles para la venta y fueron utilizadas en los partidos jugados alrededor del Día de la República y en el día de la celebración y expresaron sus objetivos de campeonato alineados con el tema del centenario, mientras que los aficionados compusieron cánticos especiales para la temporada 2022-23.
Eventos destacados incluyeron exhibiciones coreografiadas tituladas «İlelebet Cumhuriyet» (La República por Siempre) antes del partido Galatasaray-Beşiktaş el 22 de octubre de 2023, y «Akaretler'den Cumhuriyet'e» (Desde Akaretler hasta la República) durante el partido Beşiktaş-Gaziantep el 30 de octubre de 2023. El Fenerbahçe inició un programa de becas llamado «Sonsuza Dek Cumhuriyet» (República Eterna).
Anadolu Efes, un equipo en la Superliga de Baloncesto de Turquía, vistió una camiseta especial del 100 aniversario en tres partidos durante la temporada. La buceadora submarina Şahika Ercümen realizó un buceo especial en la Playa Konyaaltı. Se llevó a cabo la «Carrera de la Mujer de la República del Centenario» en el Puente Yavuz Sultan Selim.

### Prensa y Medios
Numerosos periódicos nacionales dedicaron una extensa cobertura al tema de la república y las celebraciones del centenario en sus ediciones fechadas el 29 y 30 de octubre de 2023, con algunos periódicos lanzando suplementos especiales. La Agencia Anadolu publicó una serie de ocho libros titulada «Serie Especial de 100 Años».
A diferencia de las actividades editoriales expansivas en el 75º aniversario, la producción limitada de libros ocurrió en el sector editorial debido a las fluctuantes tasas de cambio. El Türkiye İş Bankası Publicaciónes Culturales presentó libros previamente lanzados como una serie especial bajo el nombre «Serie del 100º Aniversario». El Municipio Metropolitano de Estambul trabajó en un proyecto de 15 volúmenes que abarca temas como el Tratado de Lausana y la república. El Ministerio de Cultura y Turismo implementó un proyecto de publicación de 14 volúmenes titulado «Un Regalo para el Centenario de la República».

### Educación
Después de las celebraciones, el lunes 30 de octubre de 2023, los jardines de infancia, escuelas primarias, secundarias y preparatorias observaron un día de descanso. El Ministerio de Educación Nacional anunció que se colocarían placas del centenario en las escuelas inauguradas durante el centenario. El Ministerio de Educación Nacional organizó concursos de poesía, pintura y cortometrajes en las escuelas, junto con diversos seminarios, exposiciones, talleres y proyectos de responsabilidad social.
La Sociedad Histórica Turca anunció planes para establecer secciones de biblioteca con 2,000 publicaciones en todas las universidades de Turquía, además de sus actividades académicas nacionales e internacionales.

### Economía
La Dirección General de la Casa de la Moneda y la Imprenta de Sellos Postales produjo y lanzó 100 millones de unidades de una moneda conmemorativa de 5 TL específicamente para el centenario. La moneda conmemorativa de bronce del centenario de la República de Turquía presentó retratos de 12 expresidentes turcos en el lado anverso, y en el lado reverso, retratos de Aziz Sancar y Oktay Sinanoğlu, el logo del Centenario, Hürkuş, Hürjet, la selección femenina de voleibol de Turquía, Togg, la Mezquita Azul, el reconocimiento del sufragio femenino en Turquía y símbolos del Yüksek Hızlı Tren.

### Música

#### Himnos
En 2021, el Municipio de Çekmeköy organizó un concurso de himnos bajo el patrocinio de la Presidencia de Comunicaciones. Durante un período de dos años, el concurso concluyó con la selección del «Yüzüncü Yıl Marşı» (Himno del Centenario), con letras y música de İlker Kömürcü. Las primeras interpretaciones de los himnos ganadores tuvieron lugar durante el programa de celebración en el Complejo Presidencial el 30 de agosto de 2023, acompañadas por la Orquesta Sinfónica Presidencial.
Aparte de los himnos compuestos para el concurso, muchos artistas crearon himnos para el centenario. Algunos de ellos incluyen:
- 100. Yıl Marşı (Composición: Fazıl Say, Letras: Ayten Mutlu)[32]
- 100. Yıl Marşı (Composición: Fahir Atakoğlu, Letras: Özen Yula)[33]
- 100. Yıl Marşı (Composición: Paul Dwyer, Letras: Ali Murat Kalburcu)
- 100. Yıl Cumhuriyet Marşı (Composición y letras: Kıraç)[34]
- 100. Yıl Özgürlük Marşı (Composición y letras: Sedat Kunduracı)
- 100 Yılda Yüz Akıyla (Composición: Erol Evgin, Letras: Selma Çuhacı)[35]
- Cumhuriyet Marşı (Composición y letras: Soner Arıca)
- Cumhuriyet Sonsuza Dek (Composición y letras: Ege)[36]
- İkinci Yüzyıl (Composición y letras: Kenan Doğulu)[37]
- Parla (Composición y letras: Norm Ender)[38]
- Sen Rahat Uyu (Composición y letras: Tarkan)[39]
- Türkiye 100 (Composición: Turan Manafzade) [40]

#### Música Sinfónica
El compositor Oğuzhan Balcı creó la obra de diez partes «Bir Ulus Uyanıyor» (Una Nación Despierta) para tres solistas y una orquesta sinfónica, encargada por Uludağ İçecek A.Ş. para ser dedicada al centenario de la república. La primera presentación de la pieza tuvo lugar el 10 de diciembre de 2023, en el Centro de Congresos y Cultura Atatürk en Bursa, interpretada por la Orquesta Sinfónica Estatal de Bursa.

### Artes Visuales
Türkiye İş Bankası inauguró el Museo de Pintura y Escultura de Turkey İş Bankası en la Avenida de İstiklal como un regalo centenario. Sellos postales especiales preparados por PTT entraron en circulación el 29 de octubre.

### Artes Escénicas
En 2021, los Teatros Estatales organizaron un concurso de escritura de obras de teatro titulado «Cumhuriyetin 100. Yılında Kadın» (Mujeres en el Centenario de la República). Abdullah Öztürk ganó el primer lugar con la obra de teatro de un acto "Holden'in Külkedileri" (Las Cenicientas de Holden), que fue interpretada por el Teatro Estatal de Ankara en la temporada 2022-2023.
Para celebrar el centenario de la república, el Teatro de Çolpan İlhan & Sadri Alışık, Piu Entertainment y Zorlu PSM produjeron conjuntamente el musical "1923", que se estrenó el 23 de abril de 2023, con un elenco de 100 personas.
Los Teatros de la Ciudad de Estambul presentaron una obra musical especial titulada "Bu Memleket Bizim" y abrieron la temporada teatral 2023-2024 con esta producción. El trabajo incluyó fragmentos del «Nutuk» de Atatürk, el «Kuvayi Milliye Destanı» de Nâzım Hikmet y escritos de varios autores como Yakup Kadri Karaosmanoğlu, Erol Toy, Samim Kocagöz e İsmet Küntay.
La Dirección de Cultura y Arte del Municipio Metropolitano de Estambul presentó el espectáculo «100», dirigido y escrito por Özen Yula, con música de Fahir Atakoğlu, combinando música, danza, diseños tecnológicos en el escenario y trajes creativos. La actuación contó una historia que abarcó desde la Batalla de Manzikert hasta la conquista de Estambul y Mustafa Kemal Paşa observando los barcos ocupados en el Bósforo en 1918. El «Himno del Centenario», escrito por Özen Yula y compuesto por Fahir Atakoğlu, se interpretó por primera vez durante el estreno el 9 de septiembre de 2023.
El Ministerio de Educación Nacional, con el apoyo de Vakıfbank, puso en escena la obra «Cumhuriyete Doğru» (Hacia la República), dirigida por Bora Severcan, que representa el inicio de la Lucha Nacional y la historia de la fundación de la República. La obra, con letras de Ibrahim Sarıtaş y música de Selim Atakan, se representó después de la primera función el 25 de noviembre de 2023, en el escenario MEB Şûra de Ankara, en diferentes ciudades de forma gratuita para maestros y ciudadanos.
Una obra llamada «Veda» (Despedida), adaptada de la novela homónima de Ayşe Kulin, fue puesta en escena por Tiyatrokare como una actuación celebratoria para el centenario de la república. La obra representó el colapso del Imperio otomano a través de los eventos en la residencia del último ministro de Finanzas del Imperio otomano, Ahmet Reşat Paşa.
Los Teatros del Municipio Metropolitano de Aydın realizaron la obra unipersonal «Anadolu Kadınları» (Mujeres de Anatolia) que retrata a las heroínas del Kuva-yi Milliye y la obra «Cumhuriyet Kadınları» (Mujeres de la República), presentando fragmentos de la vida de las damas Latife, Halide, Fikriye, Afife.

### Arquitectura
La Dirección de Cultura y Bienes Naturales del Municipio Metropolitano de Ankara organizó el Concurso de Ideas para el Monumento del centenario de la república. El proyecto N.º 7, liderado por el arquitecto Kutlu İnanç Bal y el arquitecto Hakan Evkaya, ganó el concurso. La construcción del Monumento del Centenario de Gratitud comenzó en Hıdırlıktepe en agosto de 2023. El Municipio de Edirne también organizó un concurso para el Monumento del Centenario de Edirne, y el monumento seleccionado se inauguró el 29 de octubre de 2023.
PTT preparó un sobre especial titulado «Mimarlık Vakfı Cumhuriyetin 100. Yılı Anısına Mimarlığın Yüzü» (El Rostro de la Arquitectura en Memoria del Centenario de la República).

## Celebraciones locales

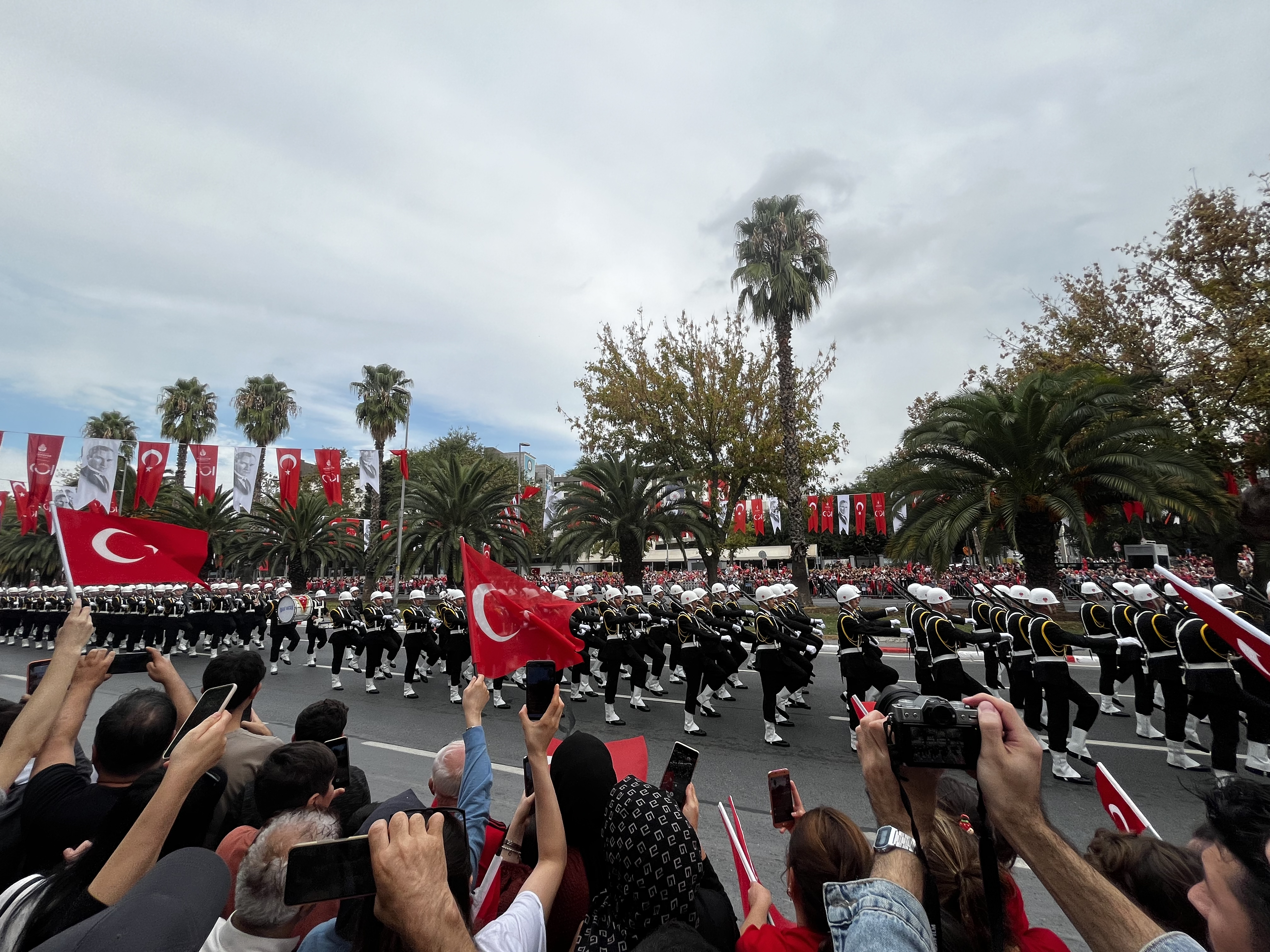
El desfile celebrado en la Avenida de Vatan en Estambul

A lo largo del país, hogares, negocios, calles y espacios públicos fueron adornados con las banderas turcas en celebración del centenario. Municipios y gobernaciones participaron activamente en estas decoraciones durante las festividades del centenario. El presidente Erdoğan invitó a todos los ciudadanos a celebrar el 100 aniversario de la república decorando sus hogares, tiendas y automóviles con las banderas turcas, afirmando: «Que la tierra y el cielo estén cubiertos de banderas».
Desde varias regiones del país, mensajes de celebración escritos por agricultores en sus campos para el centenario recibieron una cobertura frecuente en los medios de comunicación. Las cartas escritas durante la «Campaña de Cartas al Centenario de Nuestra República» organizada por PTT en 2002 también fueron entregadas a sus destinatarios.

### Estambul
Para el centenario, el Municipio Metropolitano de Estambul eligió el eslogan «Siglo de la Democracia». Se colgaron carteles de Atatürk y banderas turcas en estaciones de metro y varios edificios municipales. La declaración de Atatürk «¡La república es la mayor celebración!» durante la proclamación de la república se reprodujo con frecuencia en el metro. En el día de la celebración, los servicios del Metro de Estambul fueron gratuitos y el municipio organizó una celebración especial en Maltepe.
Otro punto focal de las celebraciones fue tradicionalmente la Avenida de Vatan. El gobernador de Estambul Davut Gül, el alcalde del Municipio Metropolitano de Estambul Ekrem İmamoğlu, y el comandante del Primer Ejército Ali Sivri, participaron en las celebraciones oficiales allí. Después de un desfile militar, se llevaron a cabo marchas estudiantiles, el paso de varios vehículos militares y públicos. Después de un desfile de autos clásicos, también hubo un desfile de vehículos de la marca Togg.

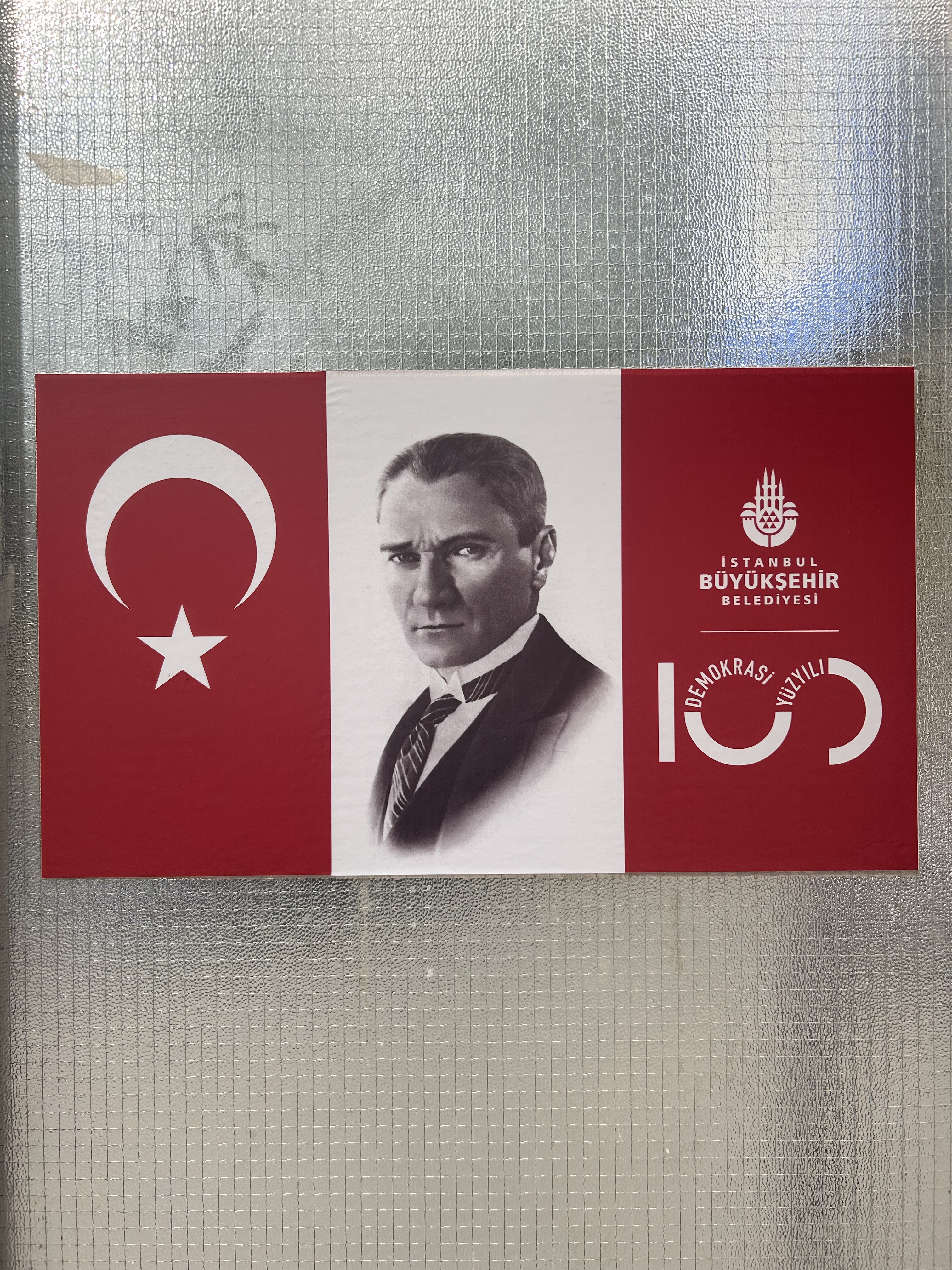
Un muro del metro en Estambul con énfasis en el «Siglo de la Democracia»
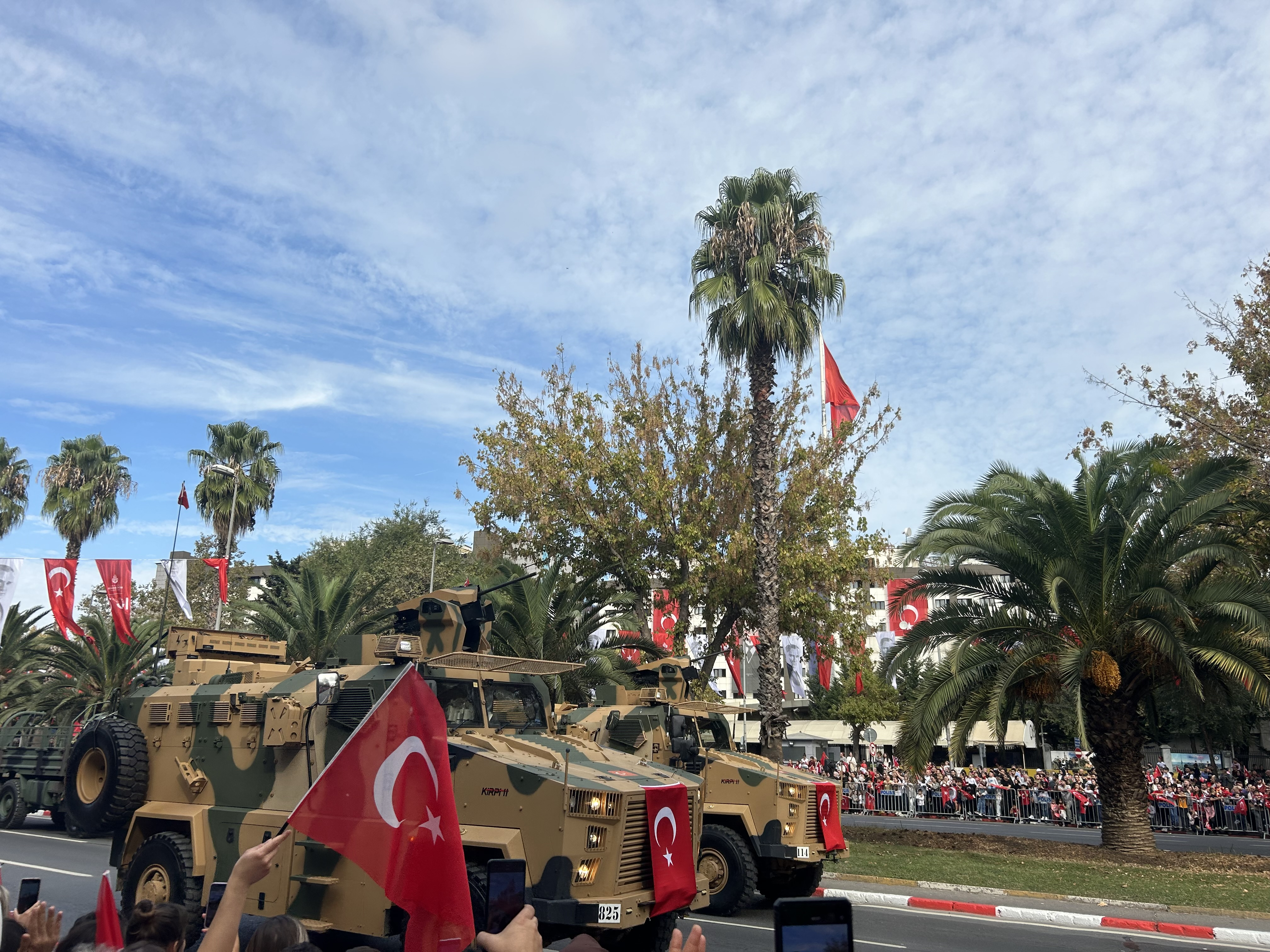
Durante las celebraciones en la Avenida de Vatan, el BMC Kirpi II, uno de los vehículos militares de próxima generación de Turquía, en procesión
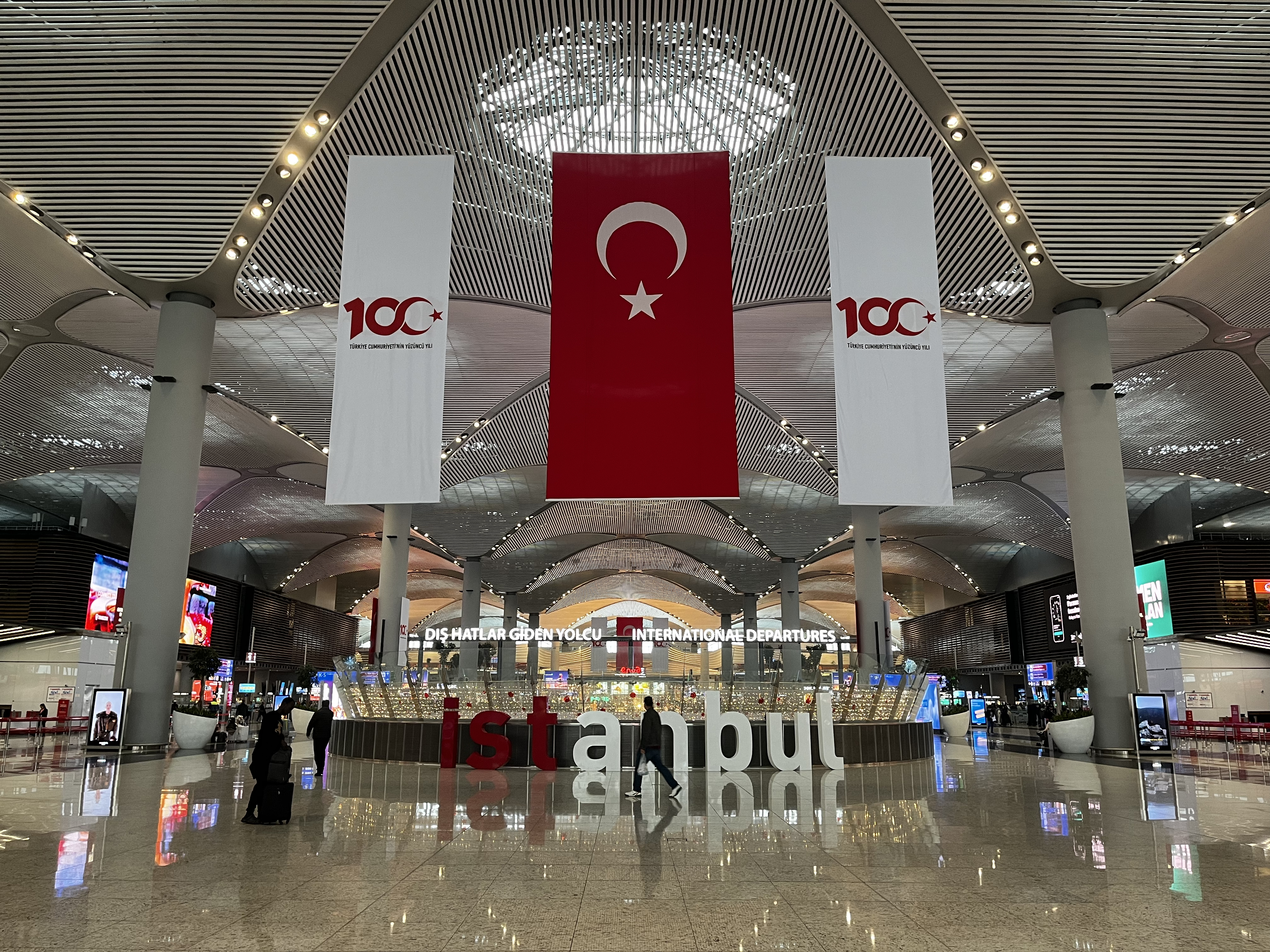
Pancartas del centenario y banderas turcas en el Aeropuerto de Estambul

### Ankara

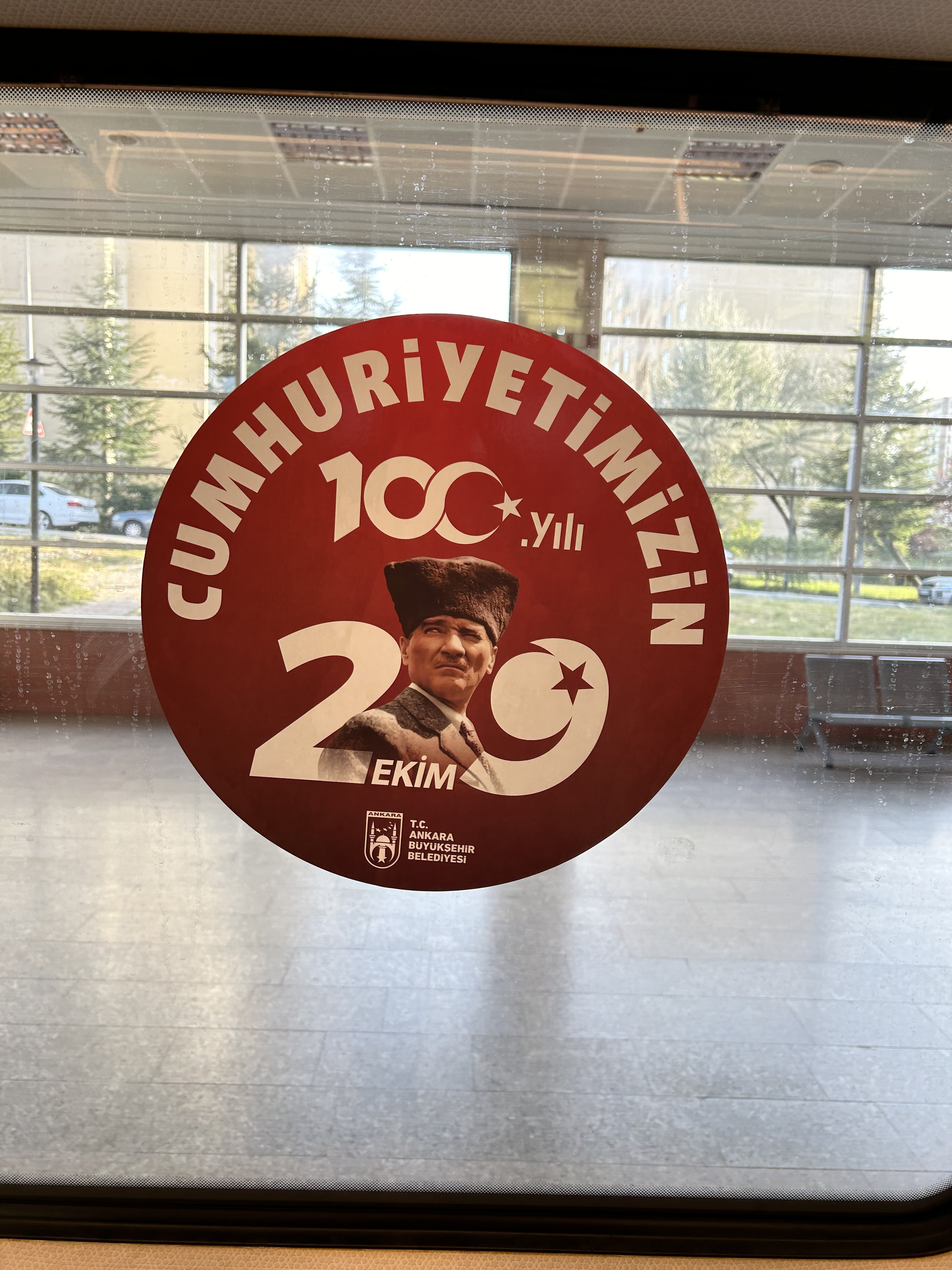
Póster del centenario exhibido en el Metro de Ankara

Entre el 23 y 29 de octubre de 2023, se organizaron eventos de la semana de la república en toda la ciudad de Ankara. Como parte de estas actividades, la orquesta de la ciudad, las bandas militares otomanas y las bandas militares se presentaron, acompañadas de conciertos, obras de teatro, exposiciones, debates y paneles.
El 29 de octubre, tuvo lugar una ceremonia oficial en Anıtkabir. La ceremonia contó con la presencia del presidente Recep Tayyip Erdoğan, el presidente de la Gran Asamblea Nacional de Turquía, Numan Kurtulmuş, el vicepresidente Cevdet Yılmaz, el jefe del Estado Mayor General de las Fuerzas Armadas Turcas, Metin Gürak, comandantes de fuerzas, líderes de partidos políticos, funcionarios estatales y ciudadanos. Después de la ceremonia, se observó un minuto de silencio y se tocó el himno nacional en Anıtkabir. El mismo día, se llevó a cabo un desfile oficial frente a la Gran Asamblea Nacional. Después del desfile, se realizó un programa de celebración del 100 aniversario en la Gran Asamblea Nacional.
Se organizaron conciertos, obras de teatro y diversas actividades en varias plazas y parques de Ankara.

### Bursa
El Municipio Metropolitano de Bursa celebró el centenario con eventos que abarcaron desde el 12 hasta el 30 de octubre de 2023. Los eventos comenzaron con la apertura de la «Cumhuriyet'in 100. Yılında Bursa Büyükşehir Belediyesi Hafızası Sergisi» (Exposición de Memoria del Municipio Metropolitano de Bursa en el centenario de la república) el 12 de octubre de 2023. Las actividades concluyeron el 30 de octubre de 2023 con la Ceremonia de Premiación del Concurso Diario de Bursa y la final del Concurso de Debate Interescolar de Bursa.
El Teatro de la Ciudad de Nilüfer realizó una lectura en vivo titulada «Yüz Yıllık Söz» (Cien Años de Palabras) en el Escenario del Bosque de la Ciudad de Balat. Como parte de esta actuación, se seleccionaron 100 novelas escritas durante la era de la república, y 100 estudiantes de teatro de todas las escuelas de teatro y conservatorios de Turquía las leyeron de un tirón en un día.

### Esmirna
A nivel local, en Esmirna, el Municipio Metropolitano de Esmirna organizó exposiciones, conciertos, obras de teatro, competiciones, exhibiciones de danzas folclóricas de zeybek y una procesión de antorchas para conmemorar el centenario.